# Lycodes albolineatus
Lycodes albolineatus és una espècie de peix de la família dels zoàrcids i de l'ordre dels perciformes.

## Morfologia
- Els mascles poden assolir 77 cm de longitud total i 3.700 g de pes.[4][5]

## Hàbitat
És un peix d'aigües profundes que viu entre 155-830 m de fondària.

## Distribució geogràfica
Es troba a les Illes Kurils i Kamtxatka.

## Observacions
És inofensiu per als humans.